# Satun

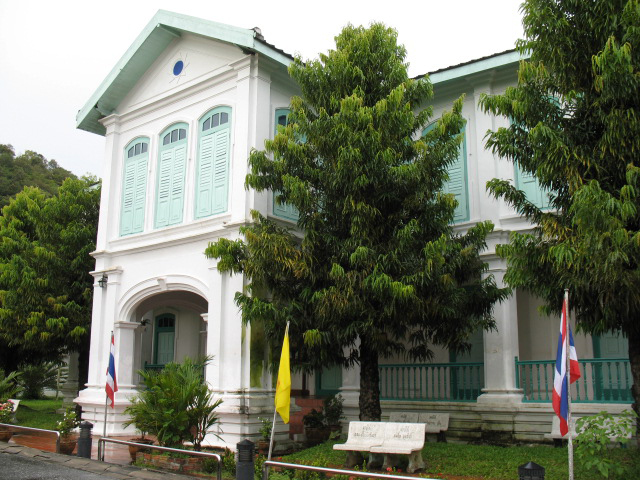
Vista de um edifício na cidade.

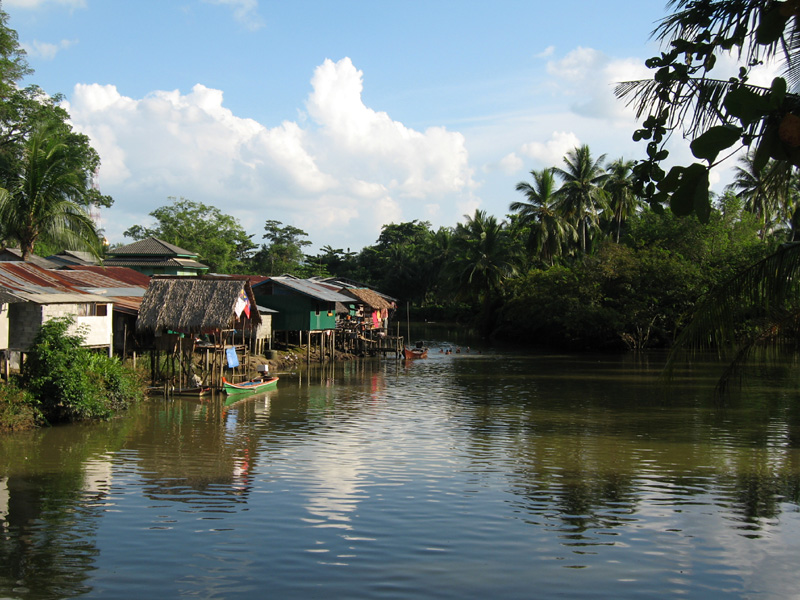
Palafitas na cidade.

Satun (em tailandês: สตูล) é uma cidade no sul da Tailândia, capital da província de Satun. Abrange todo o distrito de Mueang Satun. Em 2005, foi registrada uma população de 23 486 habitantes.